# Минц, Пауль
Па́уль Минц (латыш. Pauls Mincs, имя при рождении Шмуэл-Файвл (Самуил-Павел Михелевич) Минц, 30 июня 1868, Динабург, Российская империя (ныне Даугавпилс, Латвия) — 28 декабря 1941, СССР) — латвийский правовед и государственный деятель, министр благосостояния (1920 г. 19 декабря — 1921 г. 18 июня), единственный еврей в правительстве межвоенной Латвийской Республики. Доктор права, профессор.

## Биография
Родился в 1868 году в Динабурге, родители — купец второй гильдии Михель Нохимович (Михаил Наумович) Минц (1838—?) и Элька Файвелевна (Ольга Павловна) Минц (урождённая Фридлянд, 1844—?). В 1885 окончил гимназию и поступил на юридический факультет Петербургского университета. После окончания с отличием университета в 1890 году поступил в магистратуру Дерптского университета и защитил диссертацию в 1892 году.
Затем работал адвокатом в Риге и преподавал в Московском университете. В 1904 году получил звание присяжного поверенного, что было чрезвычайной редкостью среди российских евреев.
В 1898 году основал и возглавил рижское отделение Общества для распространения просвещения между евреями в России.
В 1915 году во время Первой мировой войны возглавил комитет помощи беженцам, изгнанным из Курляндии.
С 1919 года принимал участие в создании независимой Латвии: был членом Сената, членом Народного совета и Учредительного собрания. Во втором, третьем и четвёртом правительствах Латвии занимал должность государственного контролёра. С 19 декабря 1920 года по 18 июня 1921 года занимал должность министра благосостояния. В 1935 году он работал в Международном бюро по унификации уголовного права в Париже.
После открытия Латвийского Университета был назначен профессором криминологии. Руководил комиссией по разработке Латвийского Уголовного кодекса и был соавтором Конституции Латвии. Опубликовал ряд научных работ в области права, представлял Латвию на международных съездах юристов.
Возглавлял Латвийскую еврейскую Национально-демократическую партию, был членом Еврейского агентства, председателем Союза еврейских адвокатов.
Вышел на пенсию в 1939 году, но продолжал общественную деятельность.
После присоединения Латвии к СССР в 1940 был арестован и вместе с женой и сыном депортирован в Сибирь. Умер 28 декабря 1941 года в советском исправительно-трудовом лагере по одним данным — в городе Канск Красноярского края, по другим — в Тайшете Иркутской области.

## Семья
Генеалогия семьи Минц прослежена с XVI века на 17 поколений и опубликована Паулем Минцем в книге «Познание святых» в 1907 году. У Михла Минца было пять сыновей, и трое — Пауль, Владимир и Наум — стали известными в Латвии и за её пределами людьми.
Младшим братом Пауля Минца был известный хирург Владимир Минц, погибший в 1945 году в концентрационном лагере в Бухенвальде.

## Награды
17 ноября 1926 года «за вклад на благо Латвийской Республики» Пауль Минц был награждён высшей гражданской наградой — Орденом Трёх звёзд третьей степени. 13 ноября 1930 года он был награждён Орденом Трёх звёзд второй степени за участие в разработке Уголовного кодекса.

## Публикации
Пауль Минц автор многих книг по юриспруденция, которые по-прежнему используются в учебной практике, например Pauls Mincs. Krimināltiesību kurss.
Некоторые издания:
- Die Lehre von der Beihilfe. Tiesību maģistra disertācija Tērbatas universitātē, 1892.
- Extraordinäre Strafjustiz: rechtsgeschichtliche Studien. Riga: Haecker, 1918. [2], 161 lpp. (vāciski)
- Senāta izskaidrojošā darbība, raksts publicēts: Tieslietu Ministrijas Vēstnesis, Nr.1. 1920.gads, 7.-28. lpp.
- Vēl par 259(1).pantu, raksts publicēts: Tieslietu Ministrijas Vēstnesis, Nr.4/6. 1921.gads, 108.-112. lpp.
- Krimināltiesību kurss: vispārējā daļa. 2., pārstr. un papild. izd. Rīga: aut. izd., 1934. 329 lpp.
- La nuova Legislazione Penale della Lettonia . Roma: Istituto di studi legislativi, 1936. [10] p. (itāliski)
- Kriminaltiesības: sevišķā daļa. 2., pārstr. un papild. iesp. Rīga : Latvijas Universitāte, 1939. ; 429 lpp.
- Krimināltiesību kurss. Rīga: Tiesu namu aģentūra, 2005. 2 sēj.